# Musaranya elefant de peus foscos
La musaranya elefant de peus foscos (Elephantulus fuscipes) es troba a la República Democràtica del Congo, el Sudan i Uganda.